# أمين كاسميبور
أمين كاسميبور (مواليد 21 سبتمبر 1985) هو ملاكم إيراني، مثّل بلاده في الألعاب الأولمبية الصيفية 2012.

## روابط خارجية
أمين كاسميبور على موقع بوكس ريك (الإنجليزية) (registration required)
- أمين كاسميبور على موقع اللجنة الأولمبية الدولية (الإنجليزية)
- أمين كاسميبور على موقع أوليمبيديا (الإنجليزية)